# Альтік'єро да Дзевіо
Альтік'єро да Дзевіо (*Altichiero da Zevio, 1330 —†1390) — італійський художник, представник Проторенесансу, засновник Веронської школи живопису. Був вчителем Пізанелло.

## Життєпис
Народився в невеликому містечку Дзевіо, поблизу Верони. Про життя художника відомо мало. З 1364 року працював при дворі Кане делла Скале (Скалігер), володарі Верони. В 1360-х роках Альтік'єро брав участь в оздобленні палацу Скалігерів. Відомо, що художник разом з Якопо д'Аванцо у 1376 році розписав величними фресками капелу Сан-Феліче у великому соборі Св. Антонія (Падуя). Але щодо участі кожного з цих двох великих митців в розпису соборів між істориками та дослідниками італійської доренессансной живопису існують розбіжності. Вважають, що сім картин з історії святого Якова належать Дзевіо, який, імовірно, був старший Джакопо д'Аванцо і за стилем був послідовником школи, заснованої Джотто.
З кінця 1370-х років Альтік'єро да Дзевіо займався розписом капели святого Св. Георгія (капела Сан-Джорджо) на площі перед церквою у Падуї.
Найбільш значним творінням Альтік'єро да Дзевіо і Якопо д'Аванцо може вважатися розпис капели Сан-Джорджо в Падуї (близько 1377–1379 роки). Велика частина фресок даного циклу, присвячена легендам з життя святої Лючії, виконана Аванцо. Більш широке, ніж раніше, охоплення дійсності, майстерне для того часу рішення архітектурних фонів — міських вулиць і інтер'єрів, жива передача людських фігур і натовпу в «Страти святої Лючії», яскраві портретні зображення в сцені «Поховання святої Лючії» показують, що релігійна тема розкривається художниками в плані правдивого зображення життєвих подій.